# Gran Premio d'Italia 2005
Il Gran Premio d'Italia 2005 è stata la quindicesima prova della stagione 2005 del campionato mondiale di Formula 1. Svoltosi il 4 settembre 2005 all'Autodromo nazionale di Monza, è stato vinto da Juan Pablo Montoya su McLaren-Mercedes, che ha preceduto le due Renault di Fernando Alonso e Giancarlo Fisichella. Sono inoltre giunti a punti Kimi Räikkönen, Jarno Trulli, Ralf Schumacher, Antônio Pizzonia e Jenson Button.

## Vigilia

### Aspetti sportivi
Nelle prove libere del venerdì, oltre ai piloti titolari, partecipano alle prime due sessioni anche Pedro de la Rosa con la McLaren, Vitantonio Liuzzi con la Red Bull, Ricardo Zonta con la Toyota, Nicolas Kiesa con la Jordan ed Enrico Toccacelo con la Minardi.
A partire dalla prima sessione di prove libere del sabato la Williams di Nick Heidfeld, sofferente di mal di testa a seguito di un incidente occorsogli durante i test svoltisi sul circuito la settimana precedente, viene affidata ad Antônio Pizzonia.

## Prove

### Risultati
Nella prima sessione del venerdì si è avuta questa situazione:
| Pos | Nº | Pilota           | Costruttore      | Tempo    | Gap    |
| --- | -- | ---------------- | ---------------- | -------- | ------ |
| 1   | 35 | Pedro de la Rosa | McLaren-Mercedes | 1:20.201 |        |
| 2   | 7  | Mark Webber      | Williams-BMW     | 1:21.816 | +1.615 |
| 3   | 9  | Kimi Räikkönen   | McLaren-Mercedes | 1:21.842 | +1.641 |

Nella seconda sessione del venerdì si è avuta questa situazione:
| Pos | Nº | Pilota             | Costruttore      | Tempo    | Gap    |
| --- | -- | ------------------ | ---------------- | -------- | ------ |
| 1   | 38 | Ricardo Zonta      | Toyota           | 1:20.531 |        |
| 2   | 10 | Juan Pablo Montoya | McLaren-Mercedes | 1:21.583 | +1.052 |
| 3   | 9  | Kimi Räikkönen     | McLaren-Mercedes | 1:21.735 | +1.204 |

Nella prima sessione del sabato si è avuta questa situazione:
| Pos | Nº | Pilota             | Costruttore      | Tempo    | Gap    |
| --- | -- | ------------------ | ---------------- | -------- | ------ |
| 1   | 9  | Kimi Räikkönen     | McLaren-Mercedes | 1:22.415 |        |
| 2   | 1  | Michael Schumacher | Ferrari          | 1:22.550 | +0.135 |
| 3   | 10 | Juan Pablo Montoya | McLaren-Mercedes | 1:22.676 | +0.261 |

Nella seconda sessione del sabato si è avuta questa situazione:
| Pos | Nº | Pilota             | Costruttore      | Tempo    | Gap    |
| --- | -- | ------------------ | ---------------- | -------- | ------ |
| 1   | 9  | Kimi Räikkönen     | McLaren-Mercedes | 1:20.916 |        |
| 2   | 10 | Juan Pablo Montoya | McLaren-Mercedes | 1:21.318 | +0.402 |
| 3   | 4  | Takuma Satō        | BAR-Honda        | 1:21.399 | +0.483 |

## Qualifiche

### Risultati
Nella sessione di qualifica si è avuta questa situazione:
| Pos | Nº | Pilota               | Costruttore      | Tempo    | Distacco | Griglia |
| --- | -- | -------------------- | ---------------- | -------- | -------- | ------- |
| 1   | 9  | Kimi Räikkönen       | McLaren-Mercedes | 1:20.878 | —        | 11      |
| 2   | 10 | Juan Pablo Montoya   | McLaren-Mercedes | 1:21.054 | +0.176   | 1       |
| 3   | 5  | Fernando Alonso      | Renault          | 1:21.319 | +0.441   | 2       |
| 4   | 3  | Jenson Button        | BAR-Honda        | 1:21.369 | +0.491   | 3       |
| 5   | 4  | Takuma Satō          | BAR-Honda        | 1:21.477 | +0.599   | 4       |
| 6   | 16 | Jarno Trulli         | Toyota           | 1:21.640 | +0.762   | 5       |
| 7   | 1  | Michael Schumacher   | Ferrari          | 1:21.721 | +0.843   | 6       |
| 8   | 2  | Rubens Barrichello   | Ferrari          | 1:21.962 | +1.084   | 7       |
| 9   | 6  | Giancarlo Fisichella | Renault          | 1:22.068 | +1.190   | 8       |
| 10  | 17 | Ralf Schumacher      | Toyota           | 1:22.266 | +1.388   | 9       |
| 11  | 14 | David Coulthard      | RBR-Cosworth     | 1:22.304 | +1.426   | 10      |
| 12  | 11 | Jacques Villeneuve   | Sauber-Petronas  | 1:22.356 | +1.478   | 12      |
| 13  | 15 | Christian Klien      | RBR-Cosworth     | 1:22.532 | +1.654   | 13      |
| 14  | 7  | Mark Webber          | Williams-BMW     | 1:22.560 | +1.682   | 14      |
| 15  | 12 | Felipe Massa         | Sauber-Petronas  | 1:23.060 | +2.182   | 15      |
| 16  | 8  | Antônio Pizzonia     | Williams-BMW     | 1:23.291 | +2.413   | 16      |
| 17  | 18 | Tiago Monteiro       | Jordan-Toyota    | 1:24.666 | +3.788   | 17      |
| 18  | 20 | Robert Doornbos      | Minardi-Cosworth | 1:24.904 | +4.026   | 18      |
| 19  | 19 | Narain Karthikeyan   | Jordan-Toyota    | 1:25.859 | +4.981   | 19      |
| 20  | 21 | Christijan Albers    | Minardi-Cosworth | 1:26.964 | +6.086   | 20      |

## Gara

### Resoconto
Juan Pablo Montoya mantiene il comando al via, davanti ad Alonso, iniziando subito ad allungare sul resto del gruppo guidato dalle due Honda. Giancarlo Fisichella è ottavo alle spalle delle due Ferrari, mentre Kimi Räikkönen è undicesimo dietro a Villeneuve. Con le prime soste, i due possono iniziare a recuperare terreno visto che i sorpassi paiono difficili anche sul veloce tracciato brianzolo.
Quando Alonso va ai box al giro 18, rientra proprio davanti a Raikkonen; i due ingaggiano un bel duello che culmina con il sorpasso del finlandese alla Roggia. Il pilota della McLaren, sembra l’unico a poter puntare ad una gara ad una sosta e, dopo lo stop al venticinquesimo giro, è quarto a 32” da Montoya che guida con 9” su Alonso e 25” su Fisichella. Tutto lascia presagire una seconda parte di gara entusiasmante ma la suspense termina tre giri più tardi, quando Raikkonen rientra ai box per sostituire il pneumatico posteriore sinistro usuratosi in maniera anomala, scendendo così all’undicesimo posto.
Tornato al quarto posto con la seconda sosta degli altri, il finlandese commette un errore andando in testacoda all’uscita della seconda variante ad otto giri dal termine, mentre è in caccia del podio. Superato da Trulli, recupera la posizione due giri più tardi, con un bel sorpasso all’ingresso della Parabolica. Nel finale Montoya alza il piede, per i soliti timori circa la tenuta delle gomme posteriori e fa avvicinare Alonso, ma nulla cambia più. Il colombiano vince per la seconda volta in stagione, e seconda in carriera a Monza, mentre Alonso fa un altro passo verso il titolo. La McLaren recupera un punto sulla Renault in chiave classifica costruttori, che rimane, invece, quantomai aperta.

### Risultati
I risultati del gran premio sono i seguenti:
| Pos | Nº | Pilota               | Costruttore      | Gomme | Giri | Tempo/Ritiro/Media         | Griglia | Punti |
| --- | -- | -------------------- | ---------------- | ----- | ---- | -------------------------- | ------- | ----- |
| 1   | 10 | Juan Pablo Montoya   | McLaren-Mercedes | M     | 53   | 1:14:28.659 - 247.096 km/h | 1       | 10    |
| 2   | 5  | Fernando Alonso      | Renault          | M     | 53   | +2.479                     | 2       | 8     |
| 3   | 6  | Giancarlo Fisichella | Renault          | M     | 53   | +17.975                    | 8       | 6     |
| 4   | 9  | Kimi Räikkönen       | McLaren-Mercedes | M     | 53   | +22.775                    | 11      | 5     |
| 5   | 16 | Jarno Trulli         | Toyota           | M     | 53   | +33.786                    | 5       | 4     |
| 6   | 17 | Ralf Schumacher      | Toyota           | M     | 53   | +43.925                    | 9       | 3     |
| 7   | 8  | Antônio Pizzonia     | Williams-BMW     | M     | 53   | +44.643                    | 16      | 2     |
| 8   | 3  | Jenson Button        | BAR-Honda        | M     | 53   | +1:03.635                  | 3       | 1     |
| 9   | 12 | Felipe Massa         | Sauber-Petronas  | M     | 53   | +1:15.413                  | 15      |       |
| 10  | 1  | Michael Schumacher   | Ferrari          | B     | 53   | +1:36.070                  | 6       |       |
| 11  | 11 | Jacques Villeneuve   | Sauber-Petronas  | M     | 52   | +1 giro                    | 12      |       |
| 12  | 2  | Rubens Barrichello   | Ferrari          | B     | 52   | +1 giro                    | 7       |       |
| 13  | 15 | Christian Klien      | RBR-Cosworth     | M     | 52   | +1 giro                    | 13      |       |
| 14  | 7  | Mark Webber          | Williams-BMW     | M     | 52   | +1 giro                    | 14      |       |
| 15  | 14 | David Coulthard      | RBR-Cosworth     | M     | 52   | +1 giro                    | 10      |       |
| 16  | 4  | Takuma Satō          | BAR-Honda        | M     | 52   | +1 giro                    | 4       |       |
| 17  | 18 | Tiago Monteiro       | Jordan-Toyota    | B     | 51   | +2 giri                    | 17      |       |
| 18  | 20 | Robert Doornbos      | Minardi-Cosworth | B     | 51   | +2 giri                    | 18      |       |
| 19  | 21 | Christijan Albers    | Minardi-Cosworth | B     | 51   | +2 giri                    | 20      |       |
| 20  | 19 | Narain Karthikeyan   | Jordan-Toyota    | B     | 50   | +3 giri                    | 19      |       |

## Classifiche Mondiali

### Piloti
| Pos | Pilota               | Punti |
| --- | -------------------- | ----- |
| 1   | Fernando Alonso      | 103   |
| 2   | Kimi Räikkönen       | 76    |
| 3   | Michael Schumacher   | 55    |
| 4   | Juan Pablo Montoya   | 50    |
| 5   | Jarno Trulli         | 43    |
| 6   | Giancarlo Fisichella | 41    |
| 7   | Ralf Schumacher      | 35    |
| 8   | Rubens Barrichello   | 31    |
| 9   | Nick Heidfeld        | 28    |
| 10  | Jenson Button        | 24    |
| 11  | Mark Webber          | 24    |
| 12  | David Coulthard      | 21    |
| 13  | Felipe Massa         | 8     |
| 14  | Tiago Monteiro       | 6     |
| 15  | Alexander Wurz       | 6     |
| 16  | Jacques Villeneuve   | 6     |
| 17  | Narain Karthikeyan   | 5     |
| 18  | Christian Klien      | 5     |
| 19  | Christijan Albers    | 4     |
| 20  | Pedro de la Rosa     | 4     |
| 21  | Patrick Friesacher   | 3     |
| 22  | Antônio Pizzonia     | 2     |
| 23  | Takuma Satō          | 1     |
| 24  | Vitantonio Liuzzi    | 1     |

### Costruttori
| Pos | Team             | Punti |
| --- | ---------------- | ----- |
| 1   | Renault          | 144   |
| 2   | McLaren-Mercedes | 136   |
| 3   | Ferrari          | 86    |
| 4   | Toyota           | 78    |
| 5   | Williams-BMW     | 54    |
| 6   | RBR-Cosworth     | 27    |
| 7   | BAR-Honda        | 25    |
| 8   | Sauber-Petronas  | 14    |
| 9   | Jordan-Toyota    | 11    |
| 10  | Minardi-Cosworth | 7     |